# Болошки
Болошки — деревня в Велижском районе Смоленской области России. Входит в состав Будницкого сельского поселения. Население — 9 жителей (2007). 
Расположена в северо-западной части области в 5 км к юго-западу от Велижа, в 4 км южнее автодороги Р133 Смоленск — Невель, на берегу реки Западная Двина. В 90 км южнее деревни расположена железнодорожная станция Рудня на линии Смоленск — Витебск. 

## История
В годы Великой Отечественной войны деревня была оккупирована гитлеровскими войсками в июле 1941 года, освобождена в сентябре 1943 года. 